# Radojko Karaman
Radojko Karaman (Dicmo, 6. lipnja 1931.), hrvatski katolički svećenik, isusovac.

## Životopis
Brat je bivšeg generalnog vikara splitsko-makarske nadbiskupije Tomislava Karamana. Zbog očeve službe i političkih prilika obitelj se često selila: Mešeište kod Ohrida, Split, Klis, Dicmo, Tešica kod Niša, Niš, Vis, Šibenik, Dugopolje, Sinj. 1942. bila je jako teška za njegovu obitelj. Oca su partizani zarobili, izmasakrirali i bacili u jamu na Svilaji, potom su ubili i strica mu koji je bio župnik u Dugopolju. Veliki kućni prijatelj, njihov kapelan, mladomisnik don Jozo Čulin doživio je istu sudbinu. Karamanu je obitelj ostala bez mirovine. Mati Marica zarazila se je tifusom koji je jedva preboljela. Ironično, premda je brat Tomislav bio bogoslov, 1944. je godine odveden u partizane. Sestra Milutina pred maturu izbačena je iz škole. Brat Tomislav je osuđen na tri godine zatvora, nakon užasnog istražnog postupka, zbog prosvjedne akcije 1947. kad je sa skupinom istomišljenika sudjelovao u organiziranju prosvjedne akcije uklanjanja jugoslavenske i stavljanja hrvatske zastave na vrhu Marjana.
Osnovnu je školu Radojko započeo u Visu, nakon seoba u više mjesta završio ju u Sinju. U Sinju je na Franjevačkoj klasičnoj gimnaziji pohađao kao vanjski đak prva dva razreda, a kad su je partizani dokinuli, završio je 3. i 4. razred na gradskoj gimnaziji. Tih je teških godina imao duhovni oslonac u franjevcima. Osobitu je pomoć imao u fra Vjeki Vrčiću i fra Stanku Petrovu, kojima je bio ministrant. Ipak, na odabir reda utjecalo je što je čitao o ocu Gabriću i misionarima. Poželio je biti isusovac.
Kolovoza 1946. došao je u Split gdje je pohađao sjemenišnu gimnaziju. U novicijat na Fratrovcu stupio je nakon završenog 5. razreda gimnazije 1947. godine. Gimnaziju je završio na Šalati. Od 1952. studira filozofiju na Jordanovcu po programu od trije godine, no studij je bio uz prijekid jer je dvije godine služio u Srbiji obvezni vojni rok. Zatim je godinu dana bio pomoćnik ekonoma u Dječačkom sjemeništu na Šalati. Nakon toga upisao je novi studij, bogoslovlje, koje je studirao u Palmotićevoj. Ondje se zaredio za svećenika 27. srpnja 1960. godine.
Od jeseni 1961. prefekta je prvoškolcima u Dječačkom sjemeništu na Šalati. Sljedeće godine upisao je svoj treći studij, studij povijesti na Filozofskom fakultetu u Zagrebu. U sjemenišnoj gimnaziji predavao je povijest i osnove marksizma. Na sjemenišnoj gimnaziji obnašao je dvije godine dužnost generalnog prefekta. Jesni 1965. otišao je u Opatiju, u 3. probaciju. Studij povijest je nastavio, no onda slijedi dvogodišnje obnašanje dužnosti ministra skolastika na Jordanovcu. Odlukom isusovačkog generala postavljen je za rektora u novom Sjemeništu "Augustin Bea" na Fratrovcu. Dužnost je obnašao od 1969. do 1975. godine. Studij povijesti naposljetku je završio 1972. godine.
Isusovački general Pedro Arrupe 1975. imenovao ga je za provincijala. Dužnost je obnašao do 1981. godine.
Nakon toga opet se vratio u crkveno školstvo. Na Šalati je predavao predaje povijest i osnove marksizma, odnosno društveno uređenje, a na Jordanovcu je bio pomoćnik u knjižnici. Sedam godina nakon prestanka provincijalskog mandata, preuzeo je posao oko dobivanja građevinske dokumentacije za gradnju crkve i knjižnice na Jordanovcu. Vodio je (1993. – 2000.) gradnju kompleksa koji se sastojao od crkve s pastoralnim centrom, zgrade knjižnice i fakulteta, a prema projektu prof. ing. Ante Vulina. Jedno razdolje obnašao je dužnost kućnog ekonoma.
U pastoralu najviše je bio ispovjednik. Djelovao je nedjeljama i blagdanima u župi sv. Pavla-Retkovec (1991. – 2006.). Karmelićankama na Vrhovcu i sestrama od Pohođenja (Corpus Domini) bio je također ispovjednik te ekshortator. 2002. je godine vođenje knjižnice predao novom čovjeku, a u knjižničkim poslovima još je bio samo kao pomoćnik katalogizirajući knjige "rara" (tiskane od 1501-1850.).
Po provincijalovoj odluci, Karaman nakon više od pola stoljeća otišao je iz Zagreba u Split. Dobio je mjesto socija magistra novaka. Dužnost je obnašao od 18. rujna 2006. do 7. rujna 2009. kad je predao o. Mati Samardžiću, a nakon toga ispovjednik je u Splitu, uglavnom u crkvi Srca Isusova i po samostanima redovnica.